# Kiacatoo Weir
Kiacatoo Weir är en dammbyggnad i Lachlan Shire i New South Wales i Australien, omkring 420 kilometer väster om delstatshuvudstaden Sydney. Kiacatoo Weir ligger 175 meter över havet. Dammen, som ägs av State Water, anlades 1935 och används för att försörja invånare och boskap med vatten och för irrigation. I en undersökning 2006 som avsåg att förbättra floden Lachlan var det inte rekommenderat att avskaffa dammen. Den är belägen mellan Condobolin Weir och Micabil Weir.
Trakten runt Kiacatoo Weir är nära nog obefolkad, med mindre än två invånare per kvadratkilometer.
Omgivningarna runt Kiacatoo Weir är i huvudsak ett öppet busklandskap. Genomsnittlig årsnederbörd är 539 millimeter. Den regnigaste månaden är februari, med i genomsnitt 114 mm nederbörd, och den torraste är oktober, med 14 mm nederbörd.